# Rick Harrison
Pour les articles homonymes, voir Harrison.
Richard Kevin Harrison dit Rick Harrison, né le 22 mars 1965 à Lexington (Caroline du Nord), est copropriétaire avec son fils Corey Harrison du magasin World Famous Gold & Silver Pawn Shop, boutique de prêt sur gage ouverte en 1989 à Las Vegas par son père Richard (1941-2018). Il possède également un restaurant-bar, « Le Pawn plaza », où il est barman de temps en temps. Il est connu comme l’une des personnalités de l'émission Pawn Stars diffusée sur la chaîne américaine History, ainsi que sur CStar en France.

## Biographie
Rick Harrison est né le 22 mars 1965 à Lexington en Caroline du Nord. C'est le troisième enfant de Richard Benjamin Harrison, un vétéran de la marine américaine, et Joanne Rhue Harrison. Il a deux frères et une sœur : Sherry Joanne Harrison (décédée à 6 ans), Joseph Kent Harrison, et Christopher K. Harrison.
Corey se souvient qu'un jour son grand-père a dit qu'ils étaient liés au président des États-Unis William Henry Harrison. Mais Richard précise ensuite qu'il ne donne pas beaucoup de crédit à cette idée et qu'ils auraient peut-être un lien éloigné avec le petit-fils du président. Il expliqua plus tard dans une des émissions que pendant son enfance il aimait dire être un de ses descendants. Mais c’est finalement plus tard qu’il apprit que tout ceci n’était qu’une blague de son arrière-grand-père.
En 1967, le père de Rick est transféré à San Diego (Californie) et la famille déménage avec lui.
C'est là que Rick a grandi. Vers l'âge de huit ans, il souffre de crises d'épilepsie qui l'obligent à rester au lit. S'ennuyant, il se met à lire et cela devient une passion. La série The Great Brain (en) de John D. Fitzgerald (en), dont le personnage principal, un gamin futé et filou de dix ans nommé Tom D. Fitzgerald, jamais à court d'idée pour trouver de l'argent, va grandement influencer Rick.
Sa passion des livres est générale, avec une prédilection pour ceux sur la physique et l'histoire, et en particulier la Royal Navy, de la fin des années 1700 au début des années 1800. Pourtant Rick, après être sorti du collège de Taft, ne termine pas sa seconde au lycée.
La famille Harrison déménage à Las Vegas en avril 1981, après la faillite de leur activité immobilière.
Après un travail de vendeur de voitures d'occasion, Rick est embauché dans le magasin de prêts sur gage de son père. Quelques années plus tard, il en devient coassocié et gérant. À partir de 2009, ce magasin est le sujet de la série télévisée de Factual entertainment Pawn Stars, les rois des enchères. Rick en est l'un des quatre acteurs principaux, avec son père Richard Benjamin Harrison, son fils aîné Corey Harrison et Austin Russell, surnommé Chumlee, ami d'enfance de Corey.
Rick apparaît dans l'épisode 07 de la saison 04 de la série The Middle, dans le rôle de prêteur sur gage.

## Vie privée
À 17 ans, la petite amie de Rick, Dawn Cook (aussi connue sous le pseudonyme Kim Harisson), attend un enfant et le couple décide de se marier. Dawn fait une fausse couche. Leur premier enfant, Corey, naît le 27 avril 1983, puis Adam en 1985. 
Après la naissance d'Adam, Rick et Dawn Cook divorcent. Rick se remarie alors avec Tracy Harrison jusqu'au début des années 2010. Après leur séparation Rick se marie une troisième fois avec Deanna Burditt de 2013 à 2020, puis une quatrième fois avec Amanda Palmer.
Le 19 janvier 2024, il annonce sur Instagram la mort de son fils Adam d'une overdose à l'âge de 39 ans. La police de Las Vegas a ouvert une enquête.

## Ouvrages
- License to Pawn: Deals, Steals, and My Life at the Gold & Silver (2011)